# کاروانسرای ده‌ملا
کاروانسرای ده‌ملا مربوط به دوره صفوی است و در شهرستان شاهرود، بخش مرکزی، روستای ده‌ملا واقع شده و این اثر در تاریخ ۵ اردیبهشت ۱۳۵۶ با شمارهٔ ثبت ۱۳۷۲ به‌عنوان یکی از آثار ملی ایران به ثبت رسیده‌است.